# Tinsel Town Rebellion
Tinsel Town Rebellion е двоен албум на Франк Запа, издаден през 1981 г. Първата песен (Fine Girl) е студиен запис, осъществен при записването на дойния албум You Are What You Is. Второто парче съдържа някои студийни подобрения, а останалите са записи на живо от концертите в периода 1979 – 1980 г.

## Състав
- Франк Запа – организатор, продуцент, китара, вокали
- Стив Вай – китара, вокали и светло синя коса
- Артър Бароу – бас, вокали
- Вини Колаита – перкуси, барабани
- Уорън Кукурило – ритъм китара, вокали
- Боб Харис – трумпет, клавишни, вокали
- Дейвид Логман – барабни
- Ед Ман – перкуси
- Томи Марс – клавишни, синтезатор, вокали и „ИСУС!!!“
- Патрик О'хърн – бас
- Дени Уоли – вокали, лека китара
- Рей Уайт – китара, вокали
- Айк Уйлис – ритъм китара, вокали
- Питър Улф – клавишни